# تيم كوركوران
تيم كوركوران (بالإنجليزية: Tim Corcoran)‏ هو لاعب كرة قاعدة أمريكي، ولد في 19 مارس 1953 في غلينديل في الولايات المتحدة.

## وصلات خارجية
- تيم كوركوران على موقع دوري كرة القاعدة الرئيسي (الإنجليزية)
- تيم كوركوران على موقعبيزبول رفرنس.كوم (الدوري الرئيسي) (الإنجليزية)
- تيم كوركوران على موقعبيزبول رفرنس.كوم (الدوري الثانوي) (الإنجليزية)
- تيم كوركوران على موقع إي إس بي إن.كوم (أم.أل.بي) (الإنجليزية)
- تيم كوركوران على موقع مشجعي الرسوم البيانية (الإنجليزية)